# Giải Karl Scheel
 Karl-Scheel-Preis  (Giải Karl Scheel) là một giải thưởng được trao hằng năm bởi Physikalische Gesellschaft zu Berlin (PGzB, Hội Vậy lý Berlin), một hiệp hội khu vực trực thuộc Deutsche Physikalische Gesellschaft (Hội Vật lý Đức), cho những công trình khoa học xuất sắc. Giải thưởng được lập là nhờ tài sản để lại của nhà vật lý Đức Karl Scheel (1866 – 1936) và vợ ông Melida. Người được trao giải sẽ nhận Karl-Scheel-Medaille (Huy chương Karl Scheel) đúc bằng đồng và 5.000 euro.